# At Sixes and Sevens
At Sixes and Sevens är det norska gothic metal-bandet Sirenias debutalbum, utgivet 2002 av skivbolaget  Napalm Records.

## Låtförteckning
1. "Meridian" – 6:20
2. "Sister Nightfall" – 5:37
3. "On the Wane" – 6:37
4. "In a Manica" – 6:03
5. "At Sixes and Sevens" – 6:44
6. "Lethargica" – 5:30
7. "Manic Aeon" – 6:27
8. "A Shadow of Your Own Self" – 5:55
9. "In Sumerian Haze" – 4:39

- Text & musik: Morten Veland

## Medverkande
Musiker (Sirenia-medlemmar)
- Morten Veland – sång, gitarr, keyboard, basgitarr, trummor, programmering

Bidragande musiker
- Kristian Gundersen – sång (spår 4, 6, 8)
- Jan Kenneth Barkved – sång (spår 2, 3, 4, 8, 9)
- Fabienne Gondamin – sång
- Pete Johansen – violin
- Emilie Lesbros	– kör
- Johanna Giraud	– kör
- Damien Surian – kör
- Hubert Piazzola – kör

Produktion
- Terje Refsnes – producent, ljudtekniker, ljudmix
- Morten Veland – producent, ljudmix
- Mika Jussila – mastering
- Tor Søreide – omslagsdesign, omslagskonst
- Emile Ashley – foto